# Vinterspelen
Vinterspelen (Också kallat Vinterspelen Åre 2010) är en svensk alpin underhållningsserie i tre avsnitt som sändes i Kanal 5 under februari 2010, med Gunde Svan som programledare och Åke Unger och Felix Herngren som kommentatorer. Serien är inspelad i Åre, och är gjord som en mer skämtsam variant av de Olympiska spelen, med lite mindre vanliga vintersporter.
Grenar
- 100 Meter Curlingsko
- 110 Meter Häck
- Alpin Bowling
- Blåbärsrace
- Fjällrally
- Håll dig på mattan
- Kälkrace
- Toa-race
- Skidcross
- Skidskytte

Resultat
- 1 - Hasse Brontén
- 1 - Malin Ewerlöf Krepp
- 2 - Karin Myrenberg Faber
- 3 - Magnus Bäcklund
- 4 - Richard Herrey
- 5 - Johan "Plexus" Oldenmark
- 6 - Denise Lopez
- 7 - Jörgen Kruth
- 8 - Harald Treutiger
- 9 - Fredrick Federley
- 10 - Glenn Hysén
- 11 - Kitty Jutbring